# Pingala (mathématicien)
Piṅgala est un mathématicien indien (environ 200 av. J.-C.). Son nom vient du sanskrit Piṅgala (sanskrit) (पिङ्गल en devanagari).
Il a fait une théorie de la prosodie ; son ouvrage Chandaḥśāstra décrit la combinatoire des combinaisons de n syllabes longues (guru) ou brèves (laghu), à l’origine de l’écriture des nombres en binaire.
Il avait découvert la suite de nombres entiers connue de nos jours sous l'appellation suite de Fibonacci.